# Font del Rebato
La font del Rebato, també anomenada font del Maset d'en Ros, o font de Can Vermell, és una font natural situada al barri del Rebato, al municipi de Subirats (Alt Penedès).

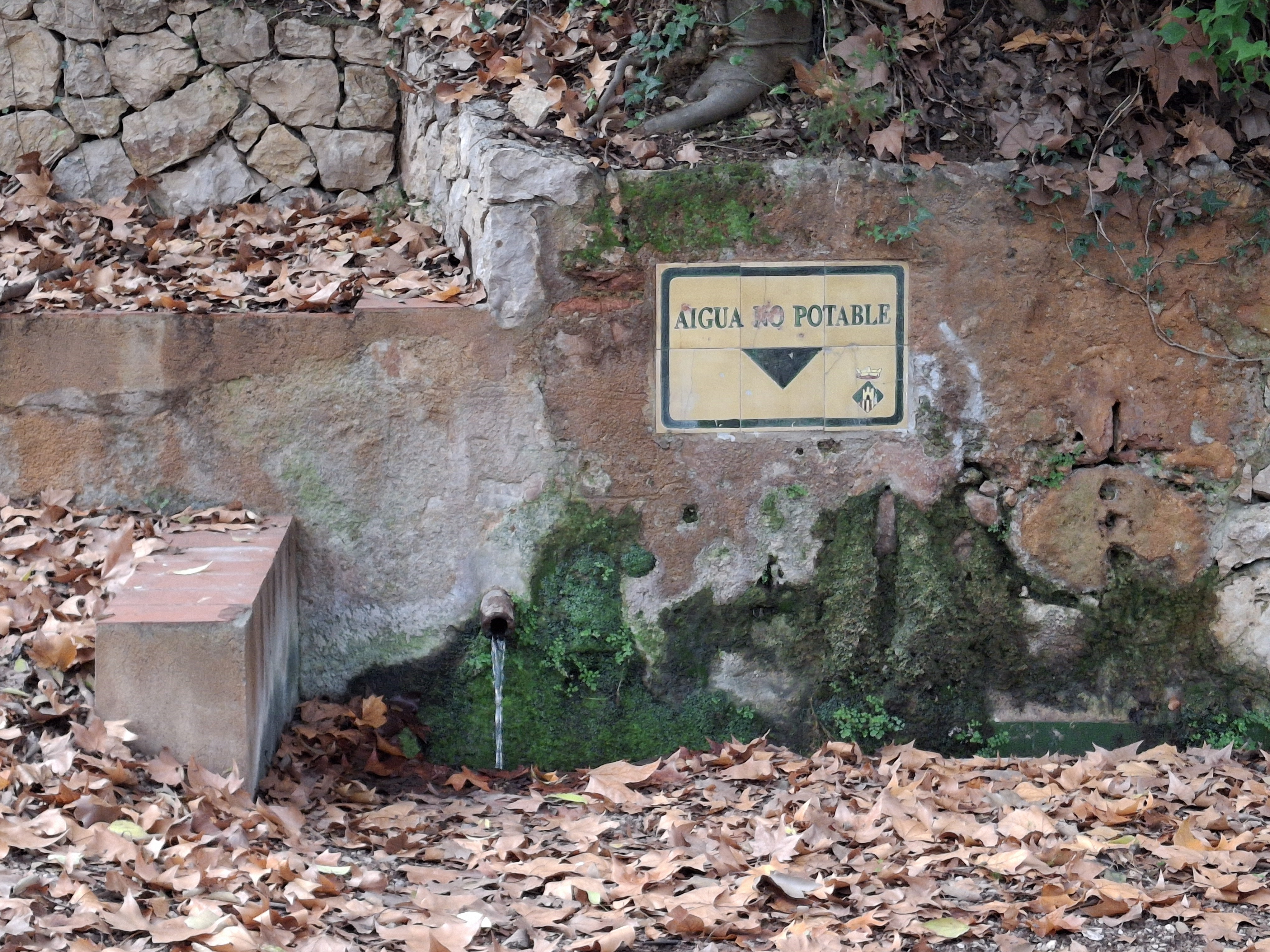
Detall de la font

Està situada en un lloc acollidor i ben comunicat, amb una gran esplanada al seu costat, plena de plàtans de grans dimensions que converteixen aquest lloc en una zona fresca i tranquil·la, on s'hi ha posat taules i bancs per convertir l'indret en lloc d'esbarjo. La font pròpiament dita queda en un racó de l'esplanada; és una font d'obra feta amb blocs de pedra irregulars, amb el dipòsit o bassa quadrada per recollir l'aigua, sobre el qual hi ha una paret feta igualment de pedra, on hi ha l'aixeta; pocs metres a la dreta d'aquesta font hi ha una altra, que no és més que un broc metàl·lic que surt de la paret, des del qual raja l'aigua no potable, que continua per un canal que voreja tota la zona fins a una bassa, sota l'ombra que fan els arbres dels voltants.